# Manuela Melchiorri
Manuela Melchiorri (Roma, 11 aprile 1970) è un'ex nuotatrice italiana, specializzata nello stile libero e farfalla.

## Biografia
In carriera ha vinto due medaglie di bronzo agli europei di Bonn 1989, nei 400 m stile libero e nella staffetta 4x200 m stile libero, e tre medaglie d'argento ai Giochi del Mediterraneo: negli 800 m stile libero a Laodicea 1987 e nei 200 e 800 m stile libero ad Atene 1991. Ha rappresentato l'Italia ai Giochi olimpici estivi di Seul 1988 e Barcellona 1992, gareggiando in entrambe le edizioni nei 400 m e 800 m stile libero.

## Palmarès
| Giochi olimpici          | 400 m st. libero       | 800 m st. libero        | ---                               | ---                            |
| 1988 Seul Corea del Sud  | 6ª in finale B 4'14"90 | 12ª in batteria 8'40"63 | ---                               | ---                            |
| 1992 Barcellona Spagna   | 7ª in finale B 4'20"75 | 12ª in batteria 8'50"14 | ---                               | ---                            |
| Campionati del mondo     | 400 m st. libero       | 800 m st. libero        | ---                               | ---                            |
| 1991 Perth Australia     | 5ª 4'13"27             | 6ª 8'38"16              | ---                               | ---                            |
| Campionati europei       | 400 m st. libero       | 800 m st. libero        | 4 x 200 m st. libero              | 4 x 100 m mista                |
| 1987 Strasburgo Francia  | ---                    | 7ª 8'42"31              | ---                               | ---                            |
| 1989 Bonn Germania Ovest | Bronzo 4'10"89         | 5ª 8'36"57              | Bronzo: 8'10"49 frazione: 2'01"80 | ---                            |
| 1991 Atene Grecia        | 6ª 4'14"77             | 4ª 8'42"67              | 4ª - 8'19"46 frazione: 2'03"92    | 5ª - 4'17"63 frazione: 1'03"02 |
| Giochi del Mediterraneo  | 200 m st. libero       | 800 m st. libero        | ---                               | ---                            |
| 1987 Latakia Siria       | ---                    | Argento 9'00"00         | ---                               | ---                            |
| 1991 Atene Grecia        | Argento 2'05"03        | Argento 8'42"42         | ---                               | ---                            |

### Campionati italiani
22 titoli individuali, così ripartiti:
- 3 nei 200 m stile libero
- 8 nei 400 m stile libero
- 9 negli 800 m stile libero
- 2 nei 200 m farfalla

| Anno | Edizione    | st.libero 200 m | st.libero 400 m | st.libero 800 m | farfalla 200 m |
| ---- | ----------- | --------------- | --------------- | --------------- | -------------- |
| 1986 | Estivi      | -               | -               | 1               | -              |
| 1987 | Estivi      | -               | 1               | 1               | -              |
| 1988 | Primaverili | -               | 1               | 1               | -              |
| 1988 | Estivi      | -               | 1               | 1               | -              |
| 1989 | Primaverili | 1               | 1               | 1               | 1              |
| 1989 | Estivi      | -               | 1               | 1               | 1              |
| 1990 | Primaverili | 1               | 1               | 1               | -              |
| 1990 | Estivi      | 1               | 1               | 1               | -              |
| 1992 | Primaverili | -               | 1               | 1               | -              |